# Johannes Bach (Politiker, 1849)
Johannes Bernhard August Bach (* 18. März 1849 in Rhoden; † 29. November 1909 ebenda) war ein deutscher Bäcker und Politiker.
Bach war der Sohn des Bürgermeisters Johannes Bach und dessen Ehefrau Wilhelmine geborene Ochse. Er heiratete am 28. Juni 1874 Johanne Christiane Maria Sinemus. Er war Bäcker in Rhoden und dort 1892 bis 1909 Bürgermeister. Ab dem 22. Oktober 1894 bis 1909 gehörte er dem Landtag des Fürstentums Waldeck-Pyrmont an. Er wurde für den Wahlkreis des Kreises der Twiste gewählt.